# 전임공략
《전임공략》(前任攻略, EX-Files)은 중국에서 제작된 전우생 감독의 2014년 멜로/로맨스, 코미디 영화이다. 한경 등이 주연으로 출연하였다. 2014년 1월 31일 개봉되었다. 후속작은 전임 2는 2015년 11월 6일 개봉되었다.

## 출연

### 주연
- 한경
- 야오싱퉁
- 정개
- 이상엽
- 왕려곤
- 반자자
- 장한위